# فرانشيسكا آركيبوج
فرانشيسكا آركيبوج (بالإيطالية: Francesca Archibugi)‏ هي كاتبة سيناريو وكاتِبة ومخرجة وممثلة إيطالية، ولدت في 19 مايو 1960 بروما في إيطاليا. من الجوائز التي نالتها وسام استحقاق الجمهورية الإيطالية.

## جوائز
- وسام استحقاق الجمهورية الإيطالية

## وصلات خارجية
- فرانشيسكا آركيبوج على موقع IMDb (الإنجليزية)
- فرانشيسكا آركيبوج على موقع ألو سيني (الفرنسية)
- فرانشيسكا آركيبوج على موقع أول موفي (الإنجليزية)
- فرانشيسكا آركيبوج على موقع قاعدة بيانات الأفلام السويدية (السويدية)
- فرانشيسكا آركيبوج على موقع قاعدة بيانات الفيلم (الإنجليزية)
- فرانشيسكا آركيبوج على موقع كينوبويسك (الروسية)